# De 120 dagarna i Sodom

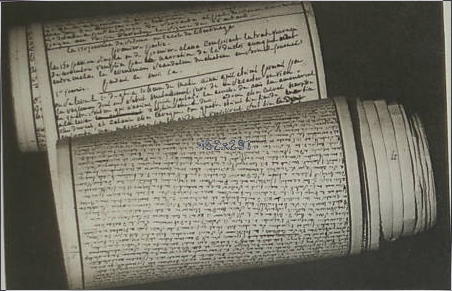
Originalmanuskriptet till Les Cent Vingt Journées de Sodome, ou l'École du libertinage från 1785

De 120 dagarna i Sodom eller Liderlighetens skola (originaltitel: Les Cent Vingt Journées de Sodome, ou l'École du libertinage) är en roman skriven 1785 av Markis de Sade. Romanen skrevs på Bastiljen 1785 men publicerades för första gången 1904, då med många transkriptionsfel. Denna utgåva följdes upp av en avsevärt förbättrad utgåva publicerad 1931–1935.
Originalmanuskriptet har haft flera olika ägare och ägs för närvarande (2021) av en schweizisk stiftelse. Franska staten har beslutat att köpa manuskriptet, som betecknas som en nationalskatt, till Bibliothèque nationale de France med hjälp av donationer.